# Журавлёв, Пётр Васильевич
Пётр Васильевич Журавлёв (род. 28 июля 1950, с. Барышево, Новосибирская область) — советский и российский учёный, разработчик оптико-электронных систем, кандидат технических наук, директор Конструкторско-технологического института прикладной микроэлектроники (2001—?).

## Биография
Родился 28 июля 1950 года в селе Барышево (Новосибирский район Новосибирской области). Выпускник НИИГАиКа (1973).
Был сотрудником КТБ СО ВАСХНИЛ. В 1976 году начал карьеру в СО АН СССР. Занимал должности инженера-конструктора на Опытном заводе, а также ведущего инженера, заведующего сектором и отделением (с 1980) в СКТБ специальной электроники и аналитического приборостроения; после реорганизации этого бюро в Конструкторско-технологический институт прикладной микроэлектроники работал заведующим отделения, заместителем директора (с 1988) и директором (с 2001).
Автор не менее 62 научных трудов (в том числе совместных) и 13 изобретений. Состоит в редколлегии журнала «Микросистемная техника».

## Сочинения
- Светосильный Адамар-спектрометр. Минск, 1986;
- Многоспектральные широкоугольные оптико-электронные датчики с динамическим способом формирования поля изображения. М., 2001;
- Схемы объективов многоспектральных обзорно-прицельных систем. С-Пб., 2001.[1]

## Награды
Удостоен медали ордена «За заслуги перед Отечеством» 2-й степени.